# هولوبیونت

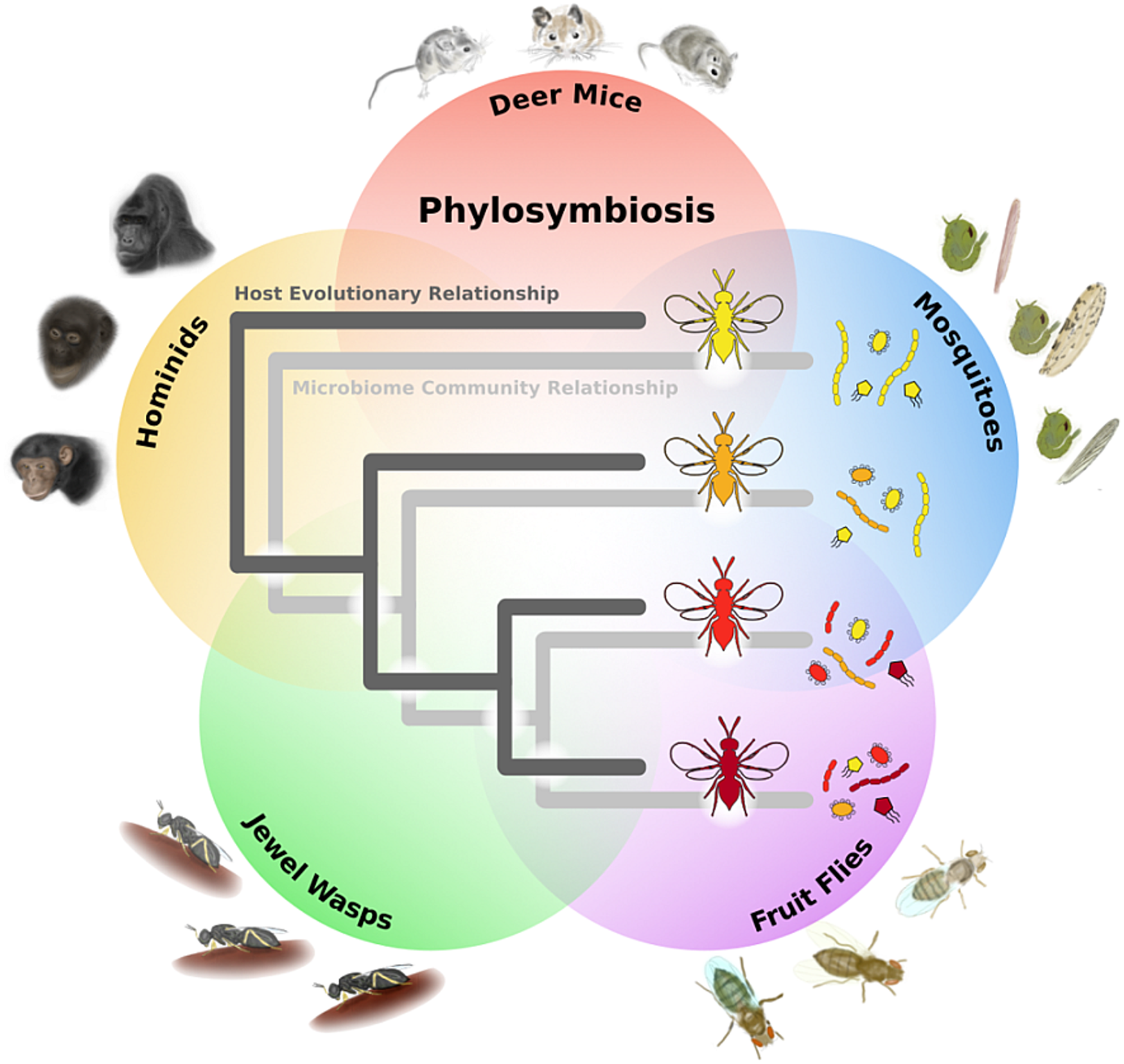
هولوبیونت

هولوبیونت (به انگلیسی: Holobiont)، مجموعه‌ای از میزبان و بسیاری از گونه‌های دیگر است که در درون یا پیرامون آن زندگی می‌کنند، که با هم از طریق همزیستی یک واحد بوم‌شناختی مجزا را تشکیل می‌دهند، اگرچه بر سر این گسستگی اختلاف نظر وجود دارد. اجزای یک هولوبیونت گونه‌های منفرد یا بیونت‌ها هستند، در حالی که ژنوم ترکیبی همه بیونت‌ها هولوژنوم است. مفهوم هولوبیونت در ابتدا توسط زیست‌شناس نظری آلمانی آدولف مایر-آبیچ در سال ۱۹۴۳ و سپس به‌طور مستقل توسط دکتر لین مارگولیس در کتاب همزیستی به عنوان منبع نوآوری فرگشتی در سال ۱۹۹۱ معرفی شد. این مفهوم از زمان فرمول‌های اولیه فرگشت یافته‌است. هولوبیونت‌ها شامل میزبان، ویروم، میکروبیوم و هر موجود دیگری است که به نحوی به کارکرد کل کمک می‌کند. هولوبیونت‌هایی که به خوبی مطالعه شده‌اند، شامل مرجان‌های صخره‌ساز و انسان می‌شوند.